# Auchmis inquieta
Auchmis inquieta är en fjärilsart som beskrevs av Rudolf Püngeler 1914. Auchmis inquieta ingår i släktet Auchmis och familjen nattflyn. Inga underarter finns listade i Catalogue of Life.